# Anarquismo no Canadá

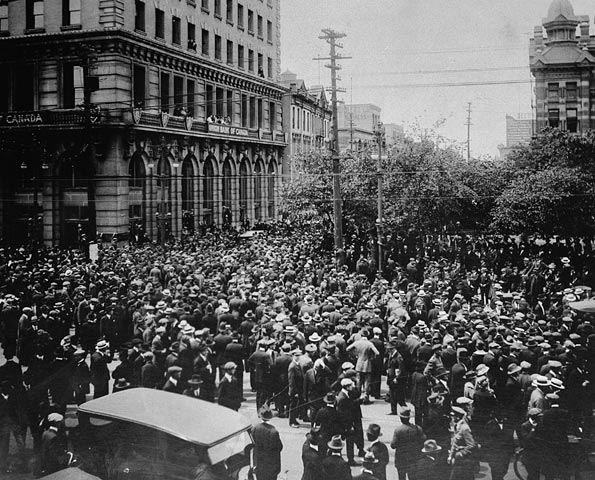
Multidão reunida nas ruas durante a greve geral de Winnipeg, organizada pela One Big Union em 1919.

As primeiras manifestações do anarquismo no Canadá se deram ainda no final do século XIX, através da circulação de periódicos como La Torpille e Le Réveil des masses, editado por exilados da Comuna de Paris, na cidade de Quebec. Até o início da Primeira Guerra Mundial, já haviam grupos anarquistas estabelecidos em Montreal, Winnipeg, Calgary, Toronto e Columbia Britânica. A organização sindicalista revolucionária Industrial Workers of the World (IWW) atuou no Canadá, editando o jornal bilíngue Travailleur/The Worker em Queceb e Ontario e mobilizando sobretudo trabalhadores da indústria e de minorias raciais.
Ex-militantes da IWW, desarticulada pela repressão, e membros do Partido Socialista Canadense, formaram a One Big Union (OBU) em 1919, organização também inspirada nos princípios do sindicalismo revolucionário. Apenas alguns meses após a sua fundação, a OBU organizou greves gerais em Calgary, Winnipeg e Edmonton, mas logo foi desbaratada pela repressão estatal e patronal. O número de membros associados à OBU caiu de 70.000 trabalhadores em seu auge em 1919 para cerca de 5.000 mil em 1921.
Durante as décadas de 1920 e 1930, o movimento anarquista no Canadá sobreviveu sobretudo entre os emigrados, especialmente os de origem judaica. Militantes antifascistas da Alemanha, Espanha e Itália também marcaram presença entre os círculos anarquistas do Canadá. A notória anarquista Emma Goldman residiu no país entre 1933-5 e 1939-1940 e esteve articulada com grupos libertários de Montreal, Toronto, Winnipeg e Edmonton, e antes da sua morte, articulou uma campanha contra a deportação do militante italiano Attilio Bortolotti, que desempenhou um importante papel no movimento anarquista canadense durante os anos 1940 e 1950 junto do exilado espanhol Federico Arcos.
Entre as décadas de 1940 e 1950, o anarquismo teve um impacto significativo nas artes. Em 1948, um grupo de artistas e intelectuais, entre eles Paul-Émile Borduas e Jean-Paul Riopelle, lançou o manifesto Le Refus global, de teor antirreligioso e antissistêmico. A presença do anarquismo nos movimentos sociais voltou a ter maior relevância durante os anos 1970 e 1980, com o envolvimento de militantes libertários nas causas feministas, ambientalistas, indigenistas, com a contracultura e até mesmo movimentos de guerrilha urbana, como o grupo Direct Action, responsável pela explosão de uma usina hidrelétrica em Vancouver e da Litton, uma fábrica de componentes para a fabricação de mísseis a serviço dos Estados Unidos. Ambos os atentados ocorreram em 1982 e os membros do grupo foram presos em janeiro de 1983.
Desde os anos 1990, o movimento anarquista no Canadá vem encontrando maior número de adeptos. Militantes têm se envolvido em movimentos antiglobalização e de solidariedade aos povos indígenas, além de atuarem em cooperativas, livrarias, editoras e centros sociais, organizando, entre outras atividades, feiras do livro anarquista anualmente.